# Kuća Huljić u Jelsi
Kuća Huljić nalazi se mjestu Jelsi na Hvaru, na adresi ul. Grge Novaka 11 i 13.

## Opis
Kuća Huljić nalazi se sjeverno od župne crkve, na početku Banskog dolca. Na kući je istaknut nepoznati grb s kovačkim obilježjima i godinom 1691. Kuća je vjerojatno starija od kraja 17. stoljeća na što upućuju prozorske uši i konzole uz prozor luminara. Jednostavna je katnica s dvostrukim ugaonim luminarom. Pred sjevernim pročeljem nalazi se ograđeno dvorište koje je vremenom doživjelo preinake. Dvorište pokazuje na ladanjske osobine što upućuje i na njihovu pojavu i na običnim kućama povijesne jezgre Jelse.

## Zaštita
Pod oznakom RST-33 zavedena je kao nepokretno kulturno dobro - pojedinačno, pravna statusa zaštićena kulturnog dobra, klasificirano kao "stambene građevine".